# Конвой SL 78
Конвой SL 78 (англ. Convoy SL 78) — 78-й атлантичний конвой серії SL, що формувався з поодиноких суден, які подорожували до Фрітауна з Південної Америки, Африки та Індійського океану, незалежно один від одного, й зазвичай прямували далі на останньому етапі їхнього плавання до Ліверпуля на Британських островах під охороною ескорту. Конвой складався з 26 транспортних суден, що під ескортом 19 кораблів Королівського флоту вийшли з Фрітауна 18 червня 1941 року. З 27 до 30 червня конвой піддався скоординованої атаці німецьких підводних човнів, які спромоглися потопити вісім транспортних суден. Ще одне судно було пошкоджено внаслідок зіткнення з кораблем ескорту 11 липня. 12 липня рештки конвою прибули до Ліверпуля.

## Кораблі та судна конвою SL 78[1]

### Транспортні судна
Позначення
| Назва                      | Прапор              | Тоннаж (GRT) | Прим.                                                                                |
| -------------------------- | ------------------- | ------------ | ------------------------------------------------------------------------------------ |
| Aliakmon (1913)            | Грецьке королівство | 4 521        |                                                                                      |
| Arundo (1930)              | Нідерланди          | 5 163        |                                                                                      |
| Atle Jarl (1919)           | Норвегія            | 1 173        |                                                                                      |
| Baron Napier (1930)        | Велика Британія     | 3 559        |                                                                                      |
| Batna (1928)               | Велика Британія     | 4 399        |                                                                                      |
| Blackheath (1936)          | Велика Британія     | 4 637        | 11 липня під час переходу зіткнувся з корветом «Арбутус»                             |
| Camerata (1931)            | Велика Британія     | 4 875        |                                                                                      |
| Criton (1927)              | Велика Британія     | 4 564        | 21 червня потоплено французькими кораблями уряду Віші Air France IV і Edith Germaine |
| Empire Ability (1931)      | Велика Британія     | 7 603        | 27 червня потоплено німецьким ПЧ U-69                                                |
| Esneh (1919)               | Велика Британія     | 1 931        |                                                                                      |
| George J Goulandris (1913) | Грецьке королівство | 4 345        | 29 червня потоплено німецьким ПЧ U-66                                                |
| Kalypso Vergotti (1918)    | Грецьке королівство | 5 686        | 29 червня потоплено німецьким ПЧ U-66                                                |
| Keilehaven (1919)          | Нідерланди          | 2 968        |                                                                                      |
| Leonidas N Condylis (1912) | Грецьке королівство | 3 923        |                                                                                      |
| Mary Slessor (1930)        | Велика Британія     | 5 027        | судно віцекомандора конвою                                                           |
| Michael Jebsen (1927)      | Велика Британія     | 2 323        | йшло окремо від конвою                                                               |
| Oberon (1911)              | Нідерланди          | 1 996        | 27 червня потоплено німецьким ПЧ U-123                                               |
| P.L.M.22 (1921)            | Велика Британія     | 5 646        | 27 червня потоплено німецьким ПЧ U-123                                               |
| Parthenon (1908)           | Грецьке королівство | 3 189        |                                                                                      |
| Rio Azul (1921)            | Велика Британія     | 4 088        | 29 червня потоплено німецьким ПЧ U-123                                               |
| River Lugar (1937)         | Велика Британія     | 5 423        | 27 червня потоплено німецьким ПЧ U-69                                                |
| Rolf Jarl (1920)           | Норвегія            | 1 917        |                                                                                      |
| Sobo (1937)                | Велика Британія     | 5 353        | судно командора конвою                                                               |
| St Anselm (1919)           | Велика Британія     | 5 614        | 30 червня потоплено німецьким ПЧ U-66                                                |
| Stad Arnhem (1920)         | Нідерланди          | 3 819        | перейшов до конвою HX 135 після розпуску SL 78                                       |
| Venus (1907)               | Нідерланди          | 1 855        |                                                                                      |

### Кораблі ескорту
| Назва          | Прапор                                  | Тип корабля                                              | Прим.        |
| -------------- | --------------------------------------- | -------------------------------------------------------- | ------------ |
| «Арбутус»      | Військово-морські сили Великої Британії | корвет типу «Флавер»                                     | 9-11 липня   |
| «Армерія»      | Військово-морські сили Великої Британії | корвет типу «Флавер»                                     | 18-28 червня |
| «Асфодел»      | Військово-морські сили Великої Британії | корвет типу «Флавер»                                     | 18-28 червня |
| «Естер»        | Військово-морські сили Великої Британії | корвет типу «Флавер»                                     | 18-28 червня |
| «Бегонія»      | Військово-морські сили Великої Британії | корвет типу «Флавер»                                     | 9-12 липня   |
| «Бріджвотер»   | Військово-морські сили Великої Британії | шлюп типу «Бріджвотер»                                   | 18-28 червня |
| «Бардок»       | Військово-морські сили Великої Британії | корвет типу «Флавер»                                     | 18-28 червня |
| «Челсі»        | Військово-морські сили Великої Британії | ескадрений міноносець типу «Таун»                        | 9-12 липня   |
| «Конволвулус»  | Військово-морські сили Великої Британії | корвет типу «Флавер»                                     | 9-12 липня   |
| «Есперанс Бей» | Військово-морські сили Великої Британії | допоміжний крейсер                                       | 18-28 червня |
| «Фльор-де-лі»  | Військово-морські сили Великої Британії | корвет типу «Флавер»                                     | 30 червня    |
| «Джазмін»      | Військово-морські сили Великої Британії | корвет типу «Флавер»                                     | 9-12 липня   |
| «Ларкспур»     | Військово-морські сили Великої Британії | корвет типу «Флавер»                                     | 9-12 липня   |
| «Менсфілд»     | Військово-морські сили Норвегії         | ескадрений міноносець типу «Таун»                        | 9-12 липня   |
| «Пегасус»      | Військово-морські сили Великої Британії | гідроавіаносець-корабель катапультування винищувача      | 9-12 липня   |
| «Пімпернель»   | Військово-морські сили Великої Британії | корвет типу «Флавер»                                     | 9-12 липня   |
| «Рододендрон»  | Військово-морські сили Великої Британії | корвет типу «Флавер»                                     | 9-12 липня   |
| «Шропшир»      | Військово-морські сили Великої Британії | Важкий крейсер типу «Каунті»                             | 26-27 червня |
| «Веріті»       | Військово-морські сили Великої Британії | ескадрений міноносець «Модифікований Адміралті» типу «W» | 9-12 липня   |

## Підводні човни Крігсмаріне, що брали участь в атаці на конвой[10]
| Назва | Тип   | Командир                             | Результати атаки                                                                    |
| ----- | ----- | ------------------------------------ | ----------------------------------------------------------------------------------- |
| U-66  | IX C  | корветтен-капітан Роберт-Ріхард Цапп | 29 червня потопив George J. Goulandris і Kalypso Vergotti; 30 червня — Saint Anselm |
| U-69  | VII C | капітан-лейтенант Йост Мецлер        | 27 червня потопив Empire Ability і River Lugar                                      |
| U-123 | IX B  | капітан-лейтенант Райнгард Гардеген  | 27 червня потопив P.L.M. 22 і Oberon; 29 червня — Rio Azul                          |